# Холешув
Холешув (пол. Holeszów) — деревня в Влодавском повете Люблинского воеводства Польши. Входит в состав гмины Ханна. По данным переписи 2011 года, в деревне проживало 438 человек.

## География
Деревня расположена на востоке Польши, к западу от реки Западный Буг, вблизи государственной границы с Белоруссией, на расстоянии приблизительно 19 километров к северо-западу от города Влодавы, административного центра повета. Абсолютная высота — 156 метров над уровнем моря. К востоку от населённого пункта проходит региональная автодорога 816.

## История
В конце XVIII века входила в состав Брестского повета Берестейского воеводства Великого княжества Литовского.
По данным на 1827 год имелся 121 двор и проживало 678 человек. Согласно «Справочной книжке Седлецкой губернии на 1875 год» деревня входила в состав гмины Словатыче Бельского уезда Седлецкой губернии.
В период с 1975 по 1998 годы деревня входила в состав Бяльскоподляского воеводства.

## Население
Демографическая структура по состоянию на 31 марта 2011 года:
|         | Всего | До трудоспособного возраста | Трудоспособного возраста | Старше трудоспособного возраста |
| ------- | ----- | --------------------------- | ------------------------ | ------------------------------- |
| Мужчины | 232   | 58                          | 157                      | 17                              |
| Женщины | 206   | 44                          | 117                      | 45                              |
| Всего   | 438   | 102                         | 274                      | 62                              |